# 神崎遺跡
神崎遺跡（かんざきいせき）は、神奈川県綾瀬市にある、2世紀頃の弥生時代後期と推定される遺跡である。2011年（平成23年）2月7日、国の史跡に指定された。また、遺跡は、都市公園（歴史公園）として整備されている。 
座標: 北緯35度24分36秒 東経139度24分25秒 / 北緯35.41000度 東経139.40694度

## 遺跡の位置と環境
神崎遺跡は神奈川県中央部に位置する綾瀬市の南西端となる、東側に相模川の支流である目久尻川、西側に目久尻川の小支谷に挟まれた、南北に長い台地の先端部にあり、相模野台地の辺縁部に位置している。神崎遺跡がある台地上の標高は海抜約24メートルで、目久尻川が流れる沖積地の標高は約13メートルであるため、沖積地と台地との標高差は約11メートルである。
現在の神崎遺跡は、遺跡の範囲内に数軒の住宅と道路がある他は畑地となっている。遺跡が確認された1989年（平成元年）より史跡指定が行われた2011年（平成23年）まで、遺跡内で開発行為がほとんど行われることが無く、良好な保存状態が保たれている。

## 遺跡の発見と調査の経緯

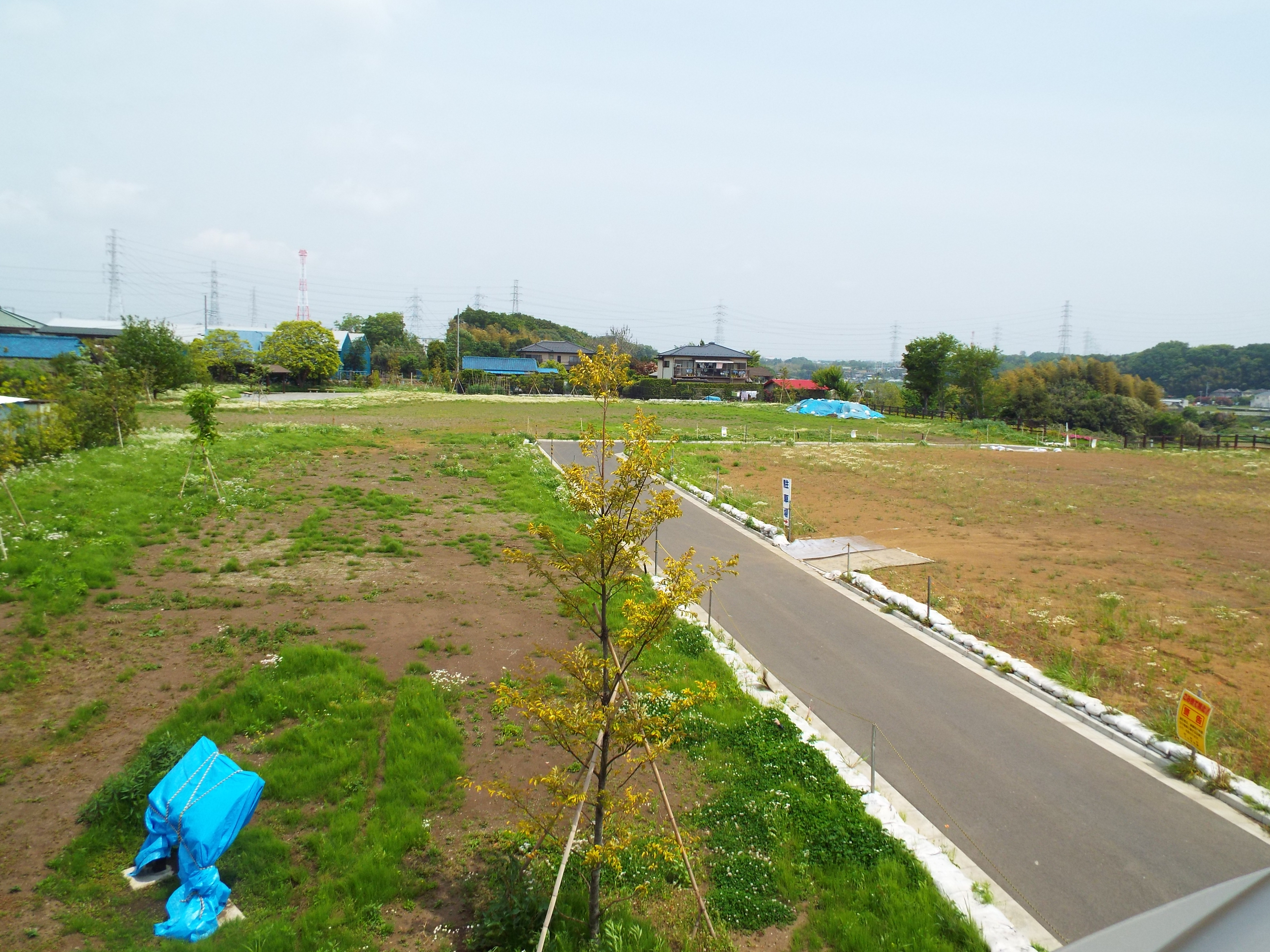
神崎遺跡の全景。綾瀬市神崎遺跡資料館2階の遺跡展望バルコニーから撮影。

綾瀬市では、1987年度（昭和62年度）より市史の編纂事業を本格化させた。綾瀬市史を編纂する中で、「別編考古」を刊行することが決まり、編集作業を進めていくうちに大きな問題として浮上したのが、弥生時代についての記述であった。それはこの当時、綾瀬市を含む相模川東岸地域で知られていた弥生時代の遺跡は数少なく、綾瀬市内では数ヶ所から弥生土器が採集されていたに過ぎなかった。綾瀬市内の弥生時代の状況がほとんどわからないままでは市史を編纂する中で支障となると判断され、1987年度（昭和62年度）に実施していた綾瀬市内の遺跡分布調査を参考にしながら、市史を編纂するための資料蒐集を目的とした弥生時代の遺跡発掘が計画されるに至った。
1989年（平成元年）5月に調査候補地数ヵ所で現地調査を行った結果、綾瀬市南西端の吉岡字神崎のNo.78遺跡が発掘調査地に決定した。No.78遺跡が選ばれた理由としては、1987年度（昭和62年度）に行われた遺跡分布調査の結果、弥生時代後期の土器が採集されたことと、目久尻川流域の台地先端部という立地が、周辺で確認されていた弥生時代の遺跡の立地条件から見て、一番遺跡が存在する可能性が高いと判断されたことによる。
発掘調査は1989年（平成元年）7月から12月まで行われ、その結果として静岡県西部から愛知県東部が起源と考えられる多くの土器や環濠集落が検出され、当初の予想を遥かに越える大きな成果を挙げた。
その後、1993年（平成5年）と1994年（平成6年）には、環濠の南側外部に当たる場所で、住宅の建設に伴う緊急調査が実施されたが、遺構や遺物は検出されなかった。1999年（平成11年）には環濠の南部と東部で、配水管改良工事に伴う調査が実施され、土器が検出された。
2008年（平成20年）、綾瀬市は神崎遺跡を国の史跡に指定するよう、国と神奈川県に協議を申し入れた。その中で1989年（平成元年）の調査で、十分に調査が行われなかった環濠の南部と環濠の北側外部について、改めて調査を行うこととなった。2009年（平成21年）3月、環濠の南部にトレンチ調査が実施され、弥生時代の住居址と土器が検出された。続けて2009年度（平成21年度）には環濠の北側外部でトレンチ調査が実施されたが、土器がわずかに検出されたのみで遺構は検出されなかった。
なお、神崎遺跡はこれまでのところ全体の1-2割程度しか発掘が行われていない。神崎遺跡は数軒の住宅以外は畑地となっていて、遺跡全体の遺存状況は良好と考えられる。今後の発掘技術や分析技術の進歩を見据え、神崎遺跡は現況のままの保存が図られている。

## 遺跡の状況

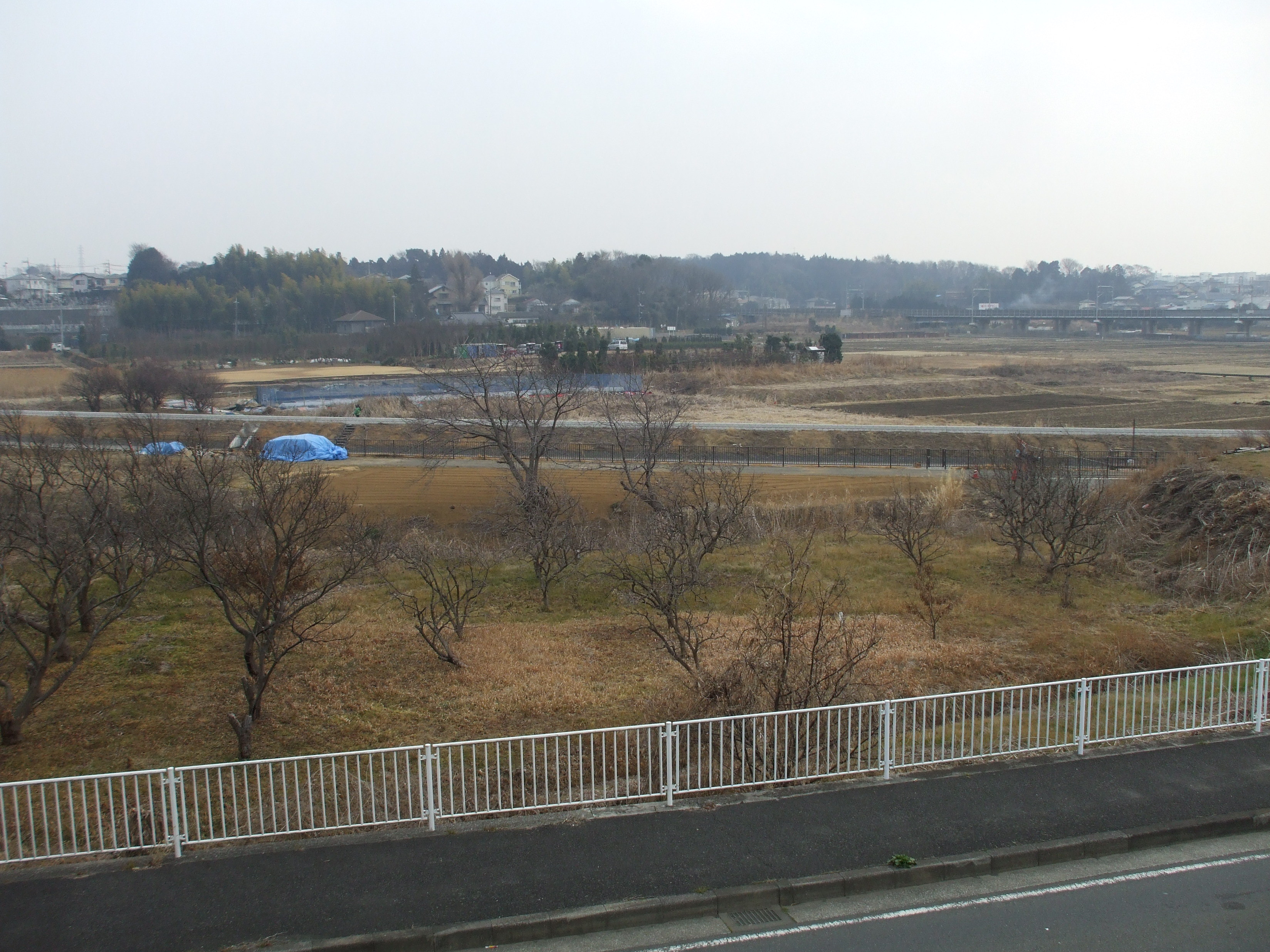
神崎遺跡のある台地から目久尻川沖積地を望む。

神崎遺跡は目久尻川西岸の相模野台地辺縁部にあり、南北103メートル、東西65メートルの楕円形の環濠に囲まれた集落跡である。神崎遺跡は2世紀頃の弥生時代後期の遺跡と考えられており、当時日本各地に環濠に囲まれた環濠集落があったが、神崎遺跡は小型の環濠集落であった。1989年（平成元年）と2009年（平成21年）の発掘調査により、環濠内には10-15基程度の住居が存在していたものと考えられている。環濠の外側からはこれまで目立った遺物等は検出されておらず、神崎遺跡直下の目久尻川沿いの低地で行われたボーリング調査でも、当時の神崎遺跡直下の目久尻川流域はヨシなどが生い茂る沼や湿地であったと推定され、イネが栽培されていた証拠は見つからなかった。また神崎遺跡がある台地上はコナラなどの落葉広葉樹とともに、弥生時代頃の比較的寒冷かつ多雨の気候下で、モミ属が多い植生であったと考えられている。

### 環濠について
神崎遺跡では南北103メートル、東西65メートル、総延長270メートルと推定される楕円形をした環濠が検出された。環濠内の面積は約5000平方メートルであり、環濠内からは住居址が検出されている。なお神崎遺跡の場合、1989年（平成元年）の調査時に環濠外へ延ばしたトレンチから新たな環濠が検出されなかったことから、環濠は一重であったと考えられている。
環濠の西側、南側、北側は台地上に掘られているが、北東隅から東側にかけて台地から目久尻川沿いの沖積地へ下る斜面中腹に掘られるようになり、東側から南東側にかけて台地上に戻り、南東部から南東隅にかけては台地の辺縁部に掘られている。
環濠は平均斜度60度の急傾斜のV字状をしているが、一部には底がやや丸みを帯びた場所もある。また北東隅から東側にかけては斜面中腹に濠が掘られたため、濠の内側となる西側と外側になる東側とで著しい高低差が見られるなど、場所によって多少の違いは見られるが、濠の深さ、幅とも約1.8メートルである。
環濠の北東隅からは、東側の目久尻川沖積地へ下る環濠の分岐が確認された。これは濠の排水ないし集落から目久尻川方面へ向かう通路として利用されたとの仮説が提唱されている。また環濠の南西部からは環濠底面に長径192センチ、短径70センチ、深さ146センチの隅が丸い長方形の土坑が検出された。この土坑の役割ははっきりとしないが、環濠外から集落への入り口など環濠に付随する施設であると考えられる。そして弥生時代の環濠集落で良く見られる土塁や柵はこれまでのところ検出されていない。
これまで検出されている神崎遺跡の住居址は、全て環濠から7-10メートル離れて建てられており、これは神崎遺跡全体が計画性を持って建設されたことを示唆している。また環濠を覆う堆積物は全て自然堆積によるものと考えられ、人工的に埋め戻された形跡は見られない。そして環濠内から検出された土器は環濠を埋めた土層の下部から集中的に検出されており、土器捨て場や住居址から検出された土器と接合するものもある。これらのことから集落と環濠の廃絶が同時であったと考えられ、後述の検出された土器の形式が、基本的に同時代の同一様式内に止まっていることなどとともに、神崎遺跡は比較的短期間で廃絶した集落であったことを示すものと考えられる。
環濠は当時の社会的緊張を反映して集落の周囲に掘られるようになったと考えられており、神崎遺跡も台地から目久尻川沖積地への急傾斜地となる東北隅から東側にかけても環濠がしっかりと掘られていることから、緊張した環境下に置かれていたとも考えられるが、検出された出土品の内容や土塁・柵が確認されていないことなどから、必ずしも神崎遺跡が近隣集落などとの強い緊張関係の中にあったとは考えられていない。
なお、環濠集落の外側には方形周溝墓がある場合が多いが、神崎遺跡では1993年（平成5年）と1994年（平成6年）には環濠の南側、2009年度（平成21年度）には環濠の北側外部でトレンチ調査が実施されたが、これまでのところ方形周溝墓は見つかっていない。

### 住居址について
環濠内部の北側から、1989年（平成元年）の発掘時に6基の住居址が検出された。続いて2009年（平成21年）3月の調査時に南側から3基の住居址が検出され、神崎遺跡からはこれまでのところ9基の住居址が検出されている。9基の住居址とも重複は見られず、楕円形に近い3号住居址と形状がはっきりしない6号、7号、9号住居址を除いた5基の住居址が隅円方形ないし長方形をしている。なお2、4、5号住居は建て替えが行われた可能性があり、特に4号住居は2度に渡って建て替えが行われた結果、当初楕円形に近かった住居が隅円方形に作り変えられたと考えられている。
神崎遺跡の住居址では、四本の柱が長方形に配され、入り口と反対側の柱同士を結んだ中間点付近に炉が設けられていた。なお弥生時代後期、関東地方南部では炉は長方形に配された柱の短軸側にある形式が一般的であるが、神崎遺跡の場合6基中4基が、炉が長軸側に設けられている。同様の住居址は神崎遺跡近隣では海老名市の本郷遺跡や藤沢市の西部211遺跡など少数例しか知られておらず、全体の形が隅円方形ないし長方形の住居が多数を占めていることとともに、同時期の静岡県西部から愛知県東部でよく見られる住居址に酷似している。
また2009年（平成21年）3月の調査時、3基のピットが検出された。調査範囲が狭かったこともあり、検出されたピットが何であるか明らかになっていないが、掘立柱建物址の可能性が指摘されている。
これまで確認された9基の住居址に全く重複が見られないこと、そして住居址から検出された土器に形式の変化等、年代の幅を示す要素が見られないことから、住居址はほぼ同一時期のもので、神崎遺跡が集落として存続した期間も短期間であったものと考えられる。

### 土器捨て場について
1989年（平成元年）の発掘時、環濠内の西側から検出された1号住居址と環濠に挟まれた、南北約20メートル、東西約5メートルの区域から土器が大量に検出された。土器捨て場で検出された土器は1989年（平成元年）の発掘時に検出された土器の約3割に達し、そのいずれもが破砕された状態であった。また土器以外には鉄鎌が1本検出されたのみであった。土器捨て場で検出された土器は、近接する1号住居址から検出された土器との接合関係が顕著に認められ、また環濠や他の住居址から検出された土器との接合関係も認められた。これらの点から住居址の土器と土器捨て場の土器は、同時期ないし極めて近い時期に投棄されたものと考えられる。このことは集落の廃絶時と土器捨て場に土器が投棄された時期は、同時期ないし極めて近接した時期であったことを示唆している。

## 出土品について

### 土器について

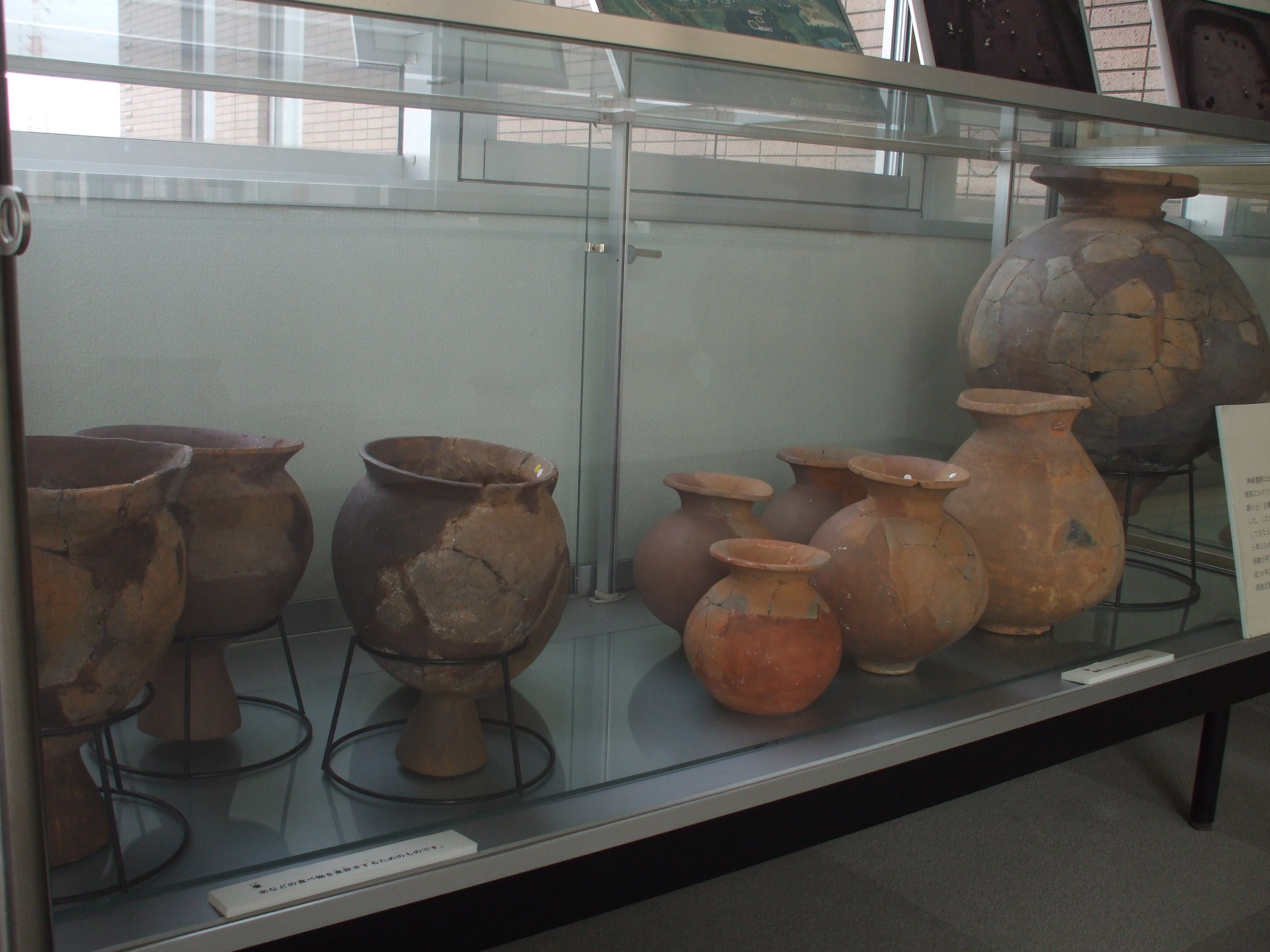
神崎遺跡で発掘された東海地方系の土器。右が壺、左が甕。

神崎遺跡から検出された土器は、甕、壺、高坏、鉢であった。甕、壺、高坏がそれぞれ全体の約三分の一を占め、鉢の出土はわずかであった。神崎遺跡の発掘結果で最も注目すべき点は、検出された土器の95パーセント以上が静岡県西部から愛知県東部の形式をした外来系の土器であったことである。神崎遺跡から検出された土器は、主に愛知県東部の豊川流域にあたる地域で見られる山中様式三河型と呼ばれる土器が最も多く、続いて天竜川より西側の山中様式西遠江型の土器が多く見られる。
検出された土器の形態はほとんどが東海地方のものであったが、土器の土は分析した結果、愛知県東部や静岡県西部のものではなく、神崎遺跡近郊の土である可能性が高いとされた。また現実問題として約1800年前の弥生時代の後期、集落で使用するほとんどの全ての土器を、わざわざ約200キロ離れた静岡県西部ないし愛知県東部から運んだことは考えにくく、神崎遺跡に居住した人々が約200キロ離れた静岡県西部ないし愛知県東部付近からやって来て、神崎遺跡で愛知県東部や静岡県西部の形態の土器を作ったものと見られている。
しかし神崎遺跡から検出された土器は、豊川流域を中心とした愛知県東部の形態のものが最も多いものの、明らかに天竜川以西の静岡県の形態の土器も見られ、それ以外の地域の形態を持つ土器もわずかであるが見られるとの説も唱えられている。つまり神崎遺跡へ移住してきた人々の故郷は、静岡県と愛知県の県境付近であった可能性とともに、一ヵ所ではなく例えば愛知県東部と静岡県西部の住民の混成であった可能性が指摘されており、弥生時代後期に東海地方から神崎遺跡など関東方面へ住民の移動が行われたことは事実としても、その移住のあり方は単純なものではなかったと考えられる。
また神崎遺跡からは5パーセント以下という低い割合であるが、関東地方南部の在地系の土器も検出されている。中でも注目される在地系の土器は、環濠の南側外部から検出された弥生時代中期後半の土器であり、これは弥生時代後期に東海地方から神崎遺跡を作った人々が移住する以前から人の活動が行われていたことを意味しており、全くの未開の地ではなく、既に人の活動が見られた地に東海地方から移住してきたことを示唆している。またその他の在地系の土器は、神崎遺跡から検出された外来系の山中様式三河型や西遠江型の土器と胎土が明らかに異なっており、神崎遺跡外から持ち込まれた可能性が高いと考えられる。つまり東海地方からの移住民である神崎遺跡の住民たちは、決して在来の住民たちとの関係を持たずに孤立していたわけではないと見られている。

### 土器以外の出土品について
神崎遺跡の土器以外の出土品としては、2号住居址から銅鏃・球形土製品、土器捨て場から鉄鎌が検出されている。弥生時代後期の関東地方南部の遺跡からは銅鏃の出土例は少ないが、東海地方からは数多くの出土が見られる。また球形土製品は漁具の錘である可能性があり、関東地方南部では検出例が見られないが、愛知県豊川市の弥生時代の遺跡から同形態の球形土製品が検出されており、銅鏃と球形土製品は、土器、住居址の形態とともに神崎遺跡が東海地方からの移民によって成立したことを示している。

## 神崎遺跡と弥生時代後期の東海地方から関東地方への移住について

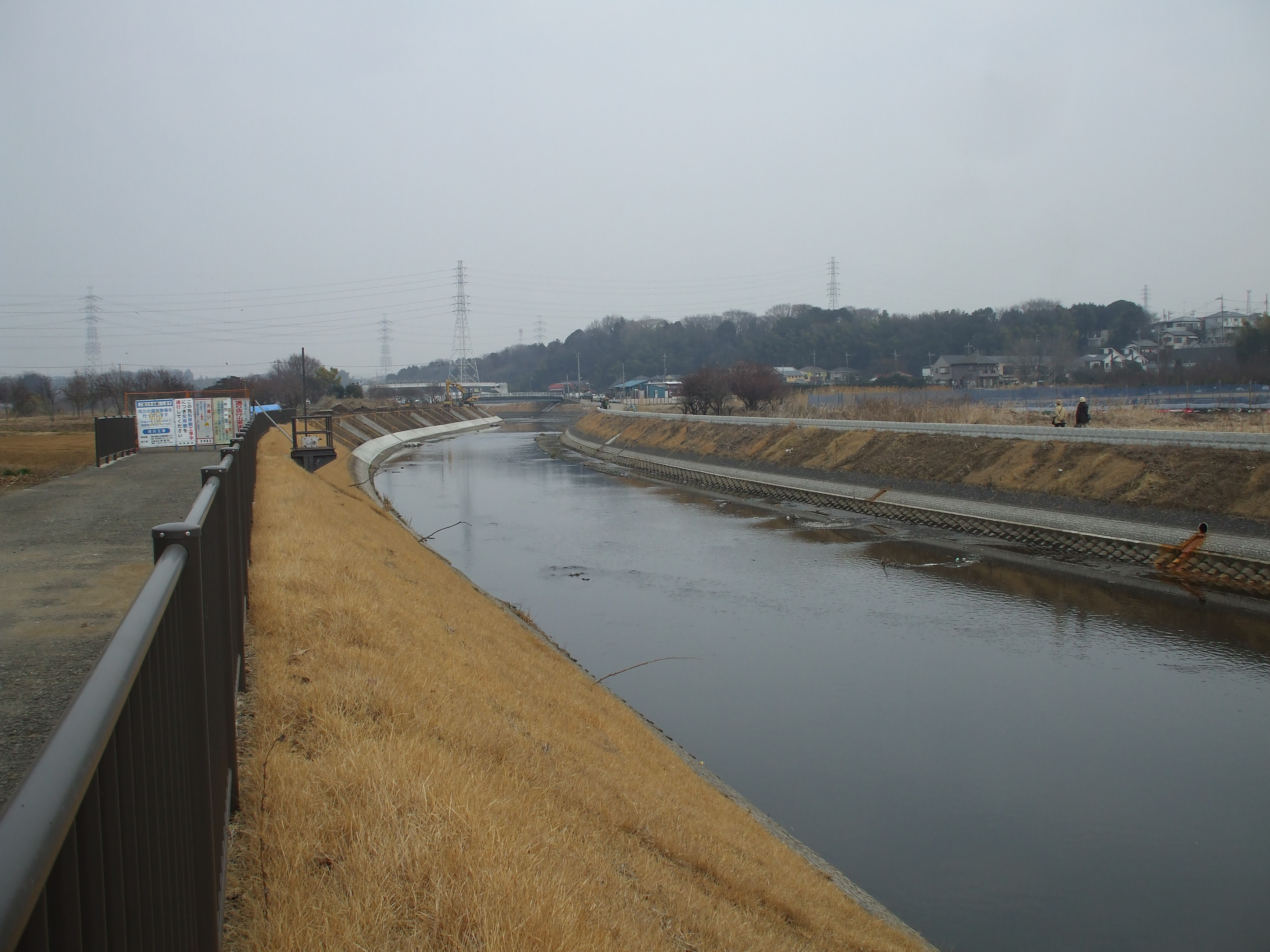
神崎遺跡付近の目久尻川。神崎遺跡を作った人々は、東海地方から相模川から目久尻川を遡ってやってきた可能性が指摘されている。

神奈川県の相模川流域や花水川流域では、神崎遺跡以外の弥生時代後期の遺跡からも、静岡県や愛知県で出土した土器と同様の形態を持つ土器が数多く発掘されている。例えば神崎遺跡の約1キロ南西にある本郷遺跡からは主に天竜川以西の静岡県様式の土器が多く検出されており、藤沢市北西部から寒川町付近にかけては神崎遺跡と同様に豊川流域を中心とした愛知県東部様式の土器が検出されている遺跡が見られる。
一方、平塚市の王子ノ台遺跡など、花水川流域の平塚市や秦野市の弥生時代後期の遺跡からは、天竜川以東の菊川式土器と呼ばれる土器や、更に東の静岡市周辺の土器が多く確認されている。神崎遺跡など天竜川以西の静岡県西部から愛知県東部の形態を持つ土器が多く発掘されている相模川流域から、天竜川以東の静岡県の形態を持つ土器が多く発掘されている花水川流域まで10-20キロ程度しか離れていないが、それぞれ発掘される土器の傾向に明らかな違いが見られ、これは弥生時代後期に東海地方から神奈川県方面に移住してきた集団の構成自体が異なっていたものと考えられる。つまり神崎遺跡など相模川流域へは天竜川以西の静岡県西部ないし愛知県東部から、花水川流域には天竜川以東の静岡県方面から人が移住してきたものと見られている。なお、河川流域から東海地方から移住した人々が住んだ遺跡が見つかっていることから、東海地方からの移住手段は船であったとの仮説も唱えられている。
2世紀に東海地方から現在の神奈川県へ人の流入が見られた原因の一つとしては、当時の神奈川県は遺跡の状況などから人口が比較的少なく、逆に人口が多かった現在の静岡県や愛知県から人が流入した可能性があるとされている。また2世紀頃の弥生時代後期には、現在の神奈川県ばかりではなく、東京湾の西岸地域や現在の山梨県の甲府盆地などへも東海地方から人の移動が行われた可能性が指摘されている。2世紀後半には倭国大乱が起こったとされ、倭国大乱の中で邪馬台国の卑弥呼が登場したことを考えると、当時の日本は国家形成への揺籃期ともいえる状況下にあったと考えられ、そのような状況下で人の地域移住も盛んになっていた可能性が指摘されている。

## 神崎遺跡の特徴
神崎遺跡は2世紀頃、現在の静岡県西部から愛知県東部付近から移住してきた人々によって作られた遺跡と考えられている。当時、神奈川県内の相模川流域や花水川流域では、神崎遺跡と同じように静岡県や愛知県方面からやってきた人々によって作られた集落があったが、神崎遺跡から検出された土器の実に95パーセント以上が豊川周辺の愛知県ないし天竜川以西の静岡県で発掘される土器と同じ形式であり、これまで確認されている関東地方にある弥生時代の遺跡の中で、これほど高い確率で東海地方系の土器が検出された遺跡は他に例が無い。また住居の形態、土器以外に検出された銅鏃と球形土製品からも、神崎遺跡の住民は東海地方からの移住民であったことを示している。また住居の状況などから神崎遺跡は短期間で放棄されたと見られ、東海地方から移住して集落を形成した当時の状況がそのまま残されたと考えられる。このような点から、神崎遺跡は弥生時代の後期に東海地方から現在の神奈川県などへ人々が移住してきた事実を証明する格好の遺跡である。
神崎遺跡が作られた2世紀は国家成立の前段階であった時期であり、人の地域移住も盛んになりつつあったものと考えられる。このような時代背景を良く示している神崎遺跡は全国的に見ても貴重な遺跡と言える。
また神崎遺跡はこれまで全体の約1-2割程度しか発掘が行われておらず、遺跡直下の目久尻川流域からは神崎遺跡があった当時、稲作が行われていた証拠が見つかっておらず、環濠集落に付随することが多い方形周溝墓も見つかっていない等、まだ明らかとなっていない点も多い。遺跡全体の遺存状況は良好であり、今後の発掘技術や分析技術の進歩を見ながら、改めて調査を行えば新たな貴重な事実が明らかとなる可能性も高い。
国家形成への揺籃期である2世紀、日本国内で地域間の人の移住が行われていた事実を明確に示し、また遺存状況も良好である神崎遺跡は、2002年（平成14年）に出土品が神奈川県指定重要文化財に指定され、2011年（平成23年）2月7日、国の史跡に指定された。

## 綾瀬市神崎遺跡資料館
国の史跡である神崎遺跡とともに、綾瀬市の歴史、文化を学ぶ場所として綾瀬市神崎遺跡資料館が2016年5月1日に開館した。資料館は鉄筋コンクリート2階建てであり、1階部分は綾瀬市の歴史についての展示、2階は神崎遺跡から出土した土器、集落を復元した模型の展示、神崎遺跡を囲む環濠の模型など、神崎遺跡についての展示がなされている。また2階遺跡展望バルコニーからは遺跡の全景を望むことができる。